# Serie C 1972-1973 (pallacanestro maschile)
Il campionato di Serie C di pallacanestro maschile 1972-1973 è stato l'ottavo organizzato in Italia dall'ultima ristrutturazione dei campionati. Rappresenta il terzo livello della pallacanestro italiana. Le 72 squadre sono divise in 6 gironi di 12 ciascuno, in previsione di un allargamento della Serie B a 36 squadre in questa stagione le prime classificate di ogni girone vengono direttamente promosse in Serie B, mentre le seconde partecipano ad un raggruppamento a quattro con le altre seconde degli altri gironi e le ultime classificate dei due gironi della Serie B, le prime due classificate di ogni girone vengono promosse.

## Girone A

### Classifica
|  |     | Classifica finale 1972-1973 | Pt | G  | V  | P  | PtF | PtS |
|  | --- | --------------------------- | -- | -- | -- | -- | --- | --- |
|  | 1.  | Athletic Genova             | 38 | 22 | 19 | 3  | -   | -   |
|  | 2.  | Patti Novate Milanese       | 36 | 22 | 18 | 4  | -   | -   |
|  | 3.  | Junior Casale Monferrato    | 26 | 22 | 13 | 9  | -   | -   |
|  | 4.  | Pallacanestro Pavia         | 26 | 22 | 13 | 9  | -   | -   |
|  | 5.  | Pertusini Varedo            | 26 | 22 | 13 | 9  | -   | -   |
|  | 6.  | Celana Basket Bergamo       | 24 | 22 | 12 | 10 | -   | -   |
|  | 7.  | Ginnastica Torino           | 22 | 22 | 11 | 11 | -   | -   |
|  | 8.  | C.S. Azzate                 | 20 | 22 | 10 | 12 | -   | -   |
|  | 9.  | Forti e Liberi Monza        | 18 | 22 | 9  | 13 | -   | -   |
|  | 10. | Bernina Varese              | 14 | 22 | 7  | 15 | -   | -   |
|  | 11. | Ardita Juventus Genova      | 10 | 22 | 5  | 17 | -   | -   |
|  | 12. | Cus Torino                  | 4  | 22 | 2  | 20 | -   | -   |

## Girone B
Basket Brescia 1^ promosso

## Girone C
Costone Siena 1^ promosso
Betti Viareggio 2^ partecipa al girone finale di promozione
Amatori Carrara 2^ perdenti lo spareggio
Barcas Livorno 2^ perdenti lo spareggio
altre squadre:
Montecatini, Virtus Siena, Pontedera, Dinamo Sassari, Aquila Cagliari, Congr. Mariana Cagliari, Esperia Cagliari, Elettroplaid Firenze

## Girone D

### Classifica
|  |     | Classifica finale 1972-1973  | Pt | G  | V  | P  | PtF  | PtS  |
|  | --- | ---------------------------- | -- | -- | -- | -- | ---- | ---- |
|  | 1.  | Basket Piazza di Spagna Roma | 38 | 22 | 19 | 3  | 1291 | 1087 |
|  | 2.  | Pallacanestro Palestrina     | 36 | 22 | 18 | 4  | 1540 | 1319 |
|  | 3.  | Bancoroma Virtus Roma        | 36 | 22 | 18 | 4  | 1515 | 1296 |
|  | 4.  | Fortitudo Roma               | 32 | 22 | 16 | 6  | 1445 | 1308 |
|  | 5.  | Basket Roma                  | 24 | 22 | 12 | 10 | 1418 | 1320 |
|  | 6.  | Pallacanestro Monopoli       | 22 | 22 | 11 | 11 | 1465 | 1510 |
|  | 7.  | Ricciardi Taranto            | 16 | 22 | 8  | 14 | 1303 | 1456 |
|  | 8.  | Basket Todi                  | 14 | 22 | 7  | 15 | 1311 | 1318 |
|  | 9.  | Fiamma Taranto               | 14 | 22 | 7  | 15 | 1388 | 1421 |
|  | 10. | Libertas Russo Foggia        | 14 | 22 | 7  | 15 | 1311 | 1396 |
|  | 11. | Cestistica Civitavecchia     | 12 | 22 | 6  | 16 | 1297 | 1481 |
|  | 12. | Sporting Club Matera         | 6  | 22 | 3  | 19 | 1322 | 1694 |

### Risultati
| Risultati                | RR Roma | PAL   | V Roma | F Roma | B Roma | MON   | R Tar  | TOD   | F Tar | FOG   | CIV   | MAT    |
| ------------------------ | ------- | ----- | ------ | ------ | ------ | ----- | ------ | ----- | ----- | ----- | ----- | ------ |
| Ronconi Ricci Roma       |         | 55-51 | 58-60  | 33-54  | 66-60  | 64-43 | 53-40  | 61-53 | 62-41 | 69-58 | 62-53 | 75-29  |
| Pallacanestro Palestrina | 49-54   |       | 70-67  | 70-54  | 64-54  | 76-50 | 76-53  | 77-66 | 78-71 | 72-49 | 88-70 | 103-56 |
| Bancoroma                | 53-46   | 70-55 |        | 63-64  | 76-65  | 85-65 | 65-47  | 77-70 | 69-52 | 86-66 | 74-68 | 66-59  |
| Fortitudo Roma           | 38-47   | 71-83 | 57-59  |        | 73-64  | 81-71 | 70-56  | 63-58 | 81-67 | 83-69 | 73-49 | 70-46  |
| Basket Roma              | 54-73   | 56-59 | 82-63  | 63-43  |        | 62-73 | 64-49  | 64-61 | 74-51 | 83-57 | 71-65 | 73-58  |
| Pallacanestro Monopoli   | 56-68   | 70-56 | 55-54  | 67-75  | 61-58  |       | 101-72 | 71-70 | 76-71 | 63-61 | 78-58 | 87-69  |
| Ricciardi Taranto        | 47-53   | 60-64 | 69-77  | 52-62  | 58-77  | 63-62 |        | 84-69 | 47-72 | 69-68 | 73-60 | 67-51  |
| Basket Todi              | 47-52   | 34-46 | 49-58  | 31-35  | 70-66  | 73-50 | 66-67  |       | 52-43 | 51-34 | 59-55 | 91-54  |
| Fiamma Taranto           | 43-58   | 74-81 | 63-84  | 52-59  | 60-69  | 90-58 | 55-45  | 67-72 |       | 67-66 | 84-39 | 83-52  |
| Libertas Russo Foggia    | 58-62   | 44-64 | 72-74  | 66-59  | 2-0    | 82-61 | 62-64  | 58-49 | 71-48 |       | 56-58 | 74-63  |
| Cestistica Civitavecchia | 49-59   | 49-71 | 43-49  | 67-86  | 57-75  | 68-66 | 55-58  | 69-56 | 54-51 | 83-64 |       | 68-61  |
| Sporting Club Matera     | 51-61   | 56-89 | 57-84  | 75-94  | 81-84  | 54-81 | 74-63  | 67-64 | 74-83 | 68-74 | 67-60 |        |

## Girone E
Marazzi Bologna 1^ promosso
Delfino Pesaro               2^ partecipa allo spareggio promozione a quattro

## Girone F

### Classifica
|  |     | Classifica finale 1972-1973 | Pt | G  | V  | P  | PtF  | PtS  |
|  | --- | --------------------------- | -- | -- | -- | -- | ---- | ---- |
|  | 1.  | Atleti Benevento            | 34 | 22 | 17 | 5  | 1731 | 1327 |
|  | 2.  | Scandone Avellino           | 34 | 22 | 17 | 5  | 1445 | 1351 |
|  | 3.  | Cestistica Messina          | 32 | 22 | 16 | 6  | 1607 | 1354 |
|  | 4.  | Virtus Ragusa               | 32 | 22 | 16 | 6  | 1454 | 1327 |
|  | 5.  | Palermo                     | 28 | 22 | 14 | 8  | 1657 | 1521 |
|  | 6.  | Viola Reggio Calabria       | 24 | 22 | 12 | 10 | 1356 | 1394 |
|  | 7.  | Edera Trapani               | 20 | 22 | 10 | 12 | 1453 | 1537 |
|  | 8.  | Bagnoli                     | 18 | 22 | 9  | 13 | 1349 | 1396 |
|  | 9.  | Atletico Marigliano         | 16 | 22 | 8  | 14 | 1463 | 1579 |
|  | 10. | Sport Club Catania          | 12 | 22 | 6  | 16 | 1291 | 1395 |
|  | 11. | Oriens Napoli               | 12 | 22 | 6  | 16 | 1330 | 1541 |
|  | 12. | A.P.Napoli                  | 2  | 22 | 1  | 21 | 1162 | 1576 |

### Risultati
| Risultati             | BN    | AV    | int   | RG    | PA    | RC     | TP     | bag   | mar   | CT    | ori    | NA    |
| --------------------- | ----- | ----- | ----- | ----- | ----- | ------ | ------ | ----- | ----- | ----- | ------ | ----- |
| Benevento             |       | 87-60 | 88-68 | 73-63 | 96-73 | 107-61 | 153-82 | 76-65 | 92-59 | 80-41 | 89-62  | 87-52 |
| Avellino              | 68-78 |       | 77-73 | 59-50 | 67-57 | 61-55  | 100-74 | 62-53 | 74-71 | 55-47 | 53-40  | 86-68 |
| Cestistica Messina    | 51-53 | 72-62 |       | 70-71 | 84-74 | 67-57  | 56-47  | 63-44 | 96-75 | 86-60 | 105-74 | 90-52 |
| Virtus Ragusa         | 52-51 | 60-55 | 48-44 |       | 76-71 | 68-48  | 72-58  | 58-45 | 86-71 | 67-51 | 77-45  | 86-49 |
| Palermo               | 84-67 | 53-58 | 69-80 | 61-56 |       | 77-57  | 77-74  | 91-75 | 94-56 | 93-65 | 92-81  | 94-50 |
| Viola Reggio Calabria | 55-40 | 60-61 | 63-83 | 76-71 | 56-54 |        | 78-60  | 59-53 | 75-58 | 78-64 | 71-56  | 57-39 |
| Edera Trapani         | 62-64 | 67-64 | 68-69 | 65-63 | 66-72 | 69-48  |        | 89-64 | 86-62 | 80-67 | 73-63  | 66-64 |
| Bagnoli               | 59-86 | 60-65 | 51-67 | 61-64 | 80-82 | 64-58  | 65-48  |       | 62-53 | 51-43 | 71-66  | 76-40 |
| Atletico Marigliano   | 48-84 | 64-66 | 72-65 | 77-79 | 59-60 | 79-58  | 63-55  | 75-71 |       | 76-65 | 64-58  | 81-45 |
| Sport Club Catania    | 60-48 | 55-65 | 58-65 | 63-65 | 69-61 | 65-72  | 41-43  | 52-55 | 76-65 |       | 70-38  | 61-57 |
| Oriens Napoli         | 68-66 | 54-67 | 44-67 | 67-52 | 75-79 | 47-62  | 75-57  | 51-61 | 71-89 | 67-60 |        | 59-48 |
| A.P. Napoli           | 34-66 | 53-60 | 47-86 | 67-70 | 74-89 | 51-52  | 57-64  | 48-63 | 61-56 | 38-58 | 68-69  |       |

## Spareggi Promozione

### Concentramento Chieti
|  |    | Classifica finale        | Pt | G | V | P | PtF | PtS |
|  | -- | ------------------------ | -- | - | - | - | --- | --- |
|  | 1. | Betti Viareggio          | 6  | 3 | 3 | 0 |     |     |
|  | 2. | Pallacanestro Palestrina | 4  | 3 | 2 | 1 |     |     |
|  | 3. | Scandone Avellino        | 2  | 3 | 1 | 2 |     |     |
|  | 4. | ASSI Brindisi            | 0  | 3 | 0 | 3 |     |     |

### Risultati
| Chieti 23 maggio 1973 | Pall. Palestrina | 76 – 57 | Scandone Avellino |  |

| Chieti 24 maggio 1973 | Betti Viareggio | 72 – 69 | ASSI Brindisi |  |

| Chieti 25 maggio 1973 | Betti Viareggio | 60 – 55 | Pall. Palestrina |  |

| Chieti 26 maggio 1973 | Scandone Avellino | 81 – 77 | ASSI Brindisi |  |

| Chieti 27 maggio 1973 | Betti Viareggio | 80 – 61 | Scandone Avellino |  |

| Chieti 27 maggio 1973 | Pall. Palestrina | 90 – 87 (t.s.) | ASSI Brindisi |  |

## Verdetti
Promosse in serie B 
- Athletic Genova
- Patti Novate Milanese
- Basket Brescia
- Costone Siena
- Betti Viareggio.
Formazione: Dini, Vischi, Sodini Sandrelli, Morelli, Bonuccelli Bonaguidi, Cremoni,Cupisti,Magnoni.Allenatore:Franco Chimenti

- Ronconi Roma
- Marazzi Bologna
- Delfino Pesaro
- Pallacanestro Palestrina
Formazione: Alemanni, Busca, Calabresi, Fornari, Tomassi, Ruggeri, Scacco, Lulli, Garelli, Cecconi. Allenatore: Luigi Stellani
- Atleti Benevento.
Formazione: Napolitano, Imperimi, De Masi, D'Anna, Annichiarico, Perugini, Travaglione, Tomasella, Talamas, Ferrara
- Felice Scandone Basket Avellino (ripescata)
Formazione: Valentino, Capone, Bellucci, Maffei, Sandulli, Chiandolo, Arena, Coretta, Nigro, Corrarelli

 Retrocesse in serie D 
- Cus Torino
- Sporting Club Matera
- Pallacanestro Napoli (ripescata)